# Christian Nitsche

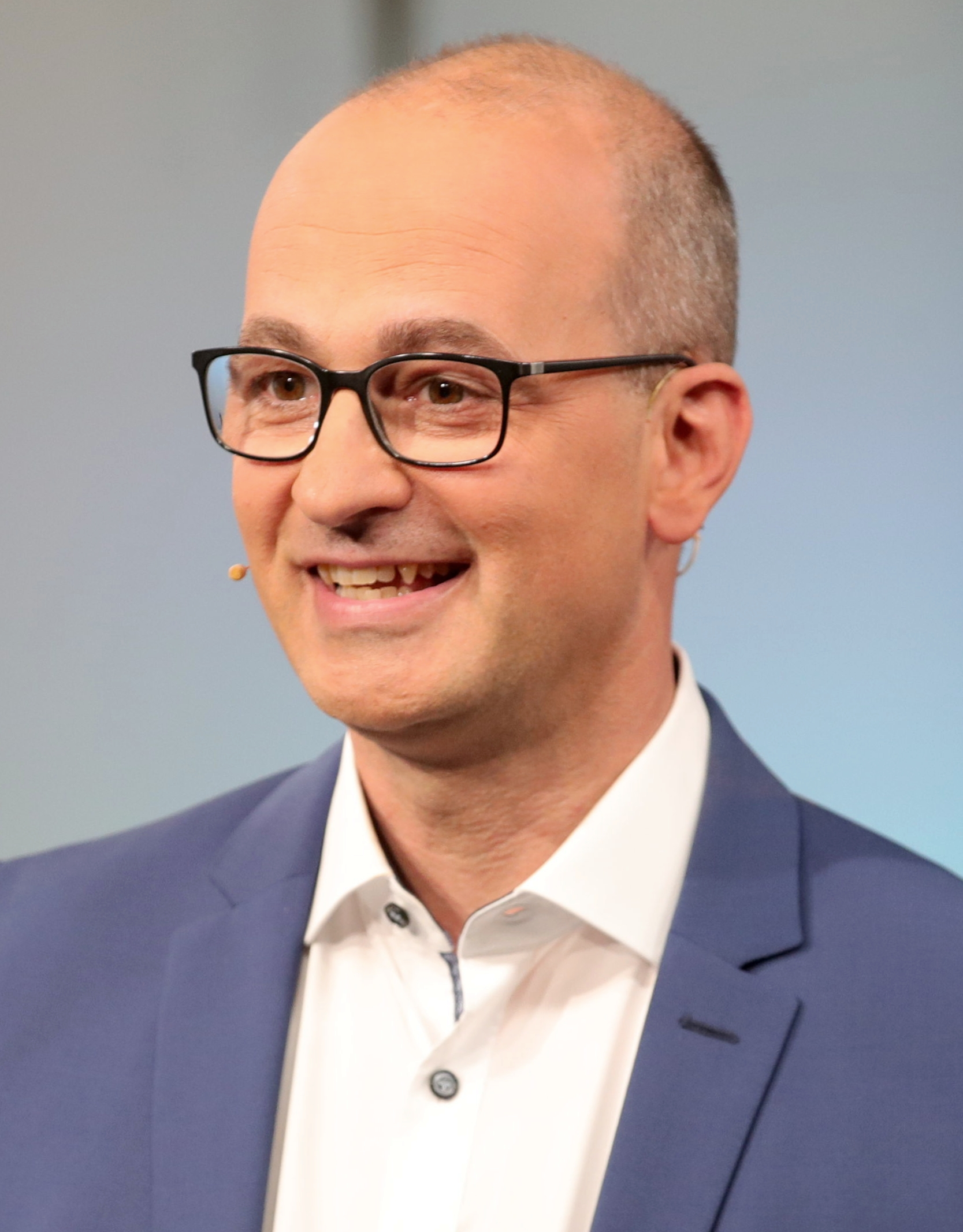
Christian Nitsche, 2023

Christian Nitsche (* 13. August 1971 in Nürnberg)  ist ein deutscher Journalist und Fernsehmoderator. Seit 2017 ist er Chefredakteur und Programmbereichsleiter „Aktuelles“ des Bayerischen Rundfunks, wo er die aktuelle Berichterstattung des BR Fernsehens, des BR-Hörfunks und von BR-Online mitverantwortet.

## Herkunft und Ausbildung
Wie sein Vorgänger als BR-Chefredakteur Sigmund Gottlieb stammt Nitsche aus Nürnberg, er absolvierte dort sein Abitur, er studierte in Nürnberg und schloss 1996 sein Studium an der Universität Erlangen-Nürnberg als Diplom-Kaufmann ab.  Seit 1991 arbeitete er während seines Studiums als freiberuflicher Reporter für die Nürnberger Nachrichten. 1996 absolvierte er ein Volontariat beim Bayerischen Rundfunk, für den er bereits während seines Studiums als freier Mitarbeiter tätig war.

## Beruflicher Werdegang
Nach seinem Studium sowie der parallel dazu laufenden freiberuflichen journalistischen Tätigkeit war Nitsche vorwiegend im Bayerischen Fernsehen tätig. Zunächst arbeitete er dort als Autor für die aktuellen Sendeleisten und für Magazine wie plusminus, report München und quer sowie für die Nachrichtenformate des ARD-Fernsehens. Als Korrespondent berichtete er zu Kriegszeiten aus dem Kosovo und aus dem Grenzgebiet von Pakistan und Afghanistan sowie dem Irak. Er kam außerdem in den ARD-Studios Tel Aviv und Istanbul zum Einsatz.
2003 entsandte der BR Nitsche als Fernsehkorrespondenten ins ARD-Hauptstadtstudio. Er fungierte dort als Ressortleiter Wirtschaft, Tagesthemen-Kommentator und Chef vom Dienst des Berichts aus Berlin. Seine Themenbereiche waren Finanzen, Arbeit und Soziales, Verkehr, wirtschaftliche Zusammenarbeit sowie die Berichterstattung über CDU/CSU und die FDP.
Anfang 2011 wechselte Nitsche als Pressesprecher zum Bayerischen Rundfunk nach München.
2014 wurde Nitsche in die Chefredaktion von ARD-aktuell nach Hamburg berufen. Vom  1. Mai 2014 bis März 2017 war er dort Zweiter Chefredakteur und damit unter anderem auch Leiter des Teams Tagesthemen.
Am 2. Februar 2017 bestätigte der Rundfunkrat des Bayerischen Rundfunks den Vorschlag von Intendant Ulrich Wilhelm, Nitsche zum 1. April 2017 als Leiter des neuen, medienübergreifenden Programmbereich „Aktuelles“ sowie als Chefredakteur des Bayerischen Rundfunks zu berufen.
Nach dem Abschied von Fernseh-Chefredakteur Sigmund Gottlieb (seit 1995) und Hörfunk-Chefredakteurin Mercedes Riederer (seit 2002) zum 31. März 2017 gibt es mit Nitsche im BR einen trimedialen Chefredakteur, der alle bisherigen Einheiten von Hörfunk, Fernsehen und Online mit dem Schwerpunkt Aktuelles im neuen Programmbereich leitet. Er vertritt zudem BR-Informationsdirektor Thomas Hinrichs.
Nitsche moderiert im Ersten Brennpunkte, ARD Extras, die vom BR verantworteten Plusminus-Sendungen, im BR Fernsehen gelegentlich die Münchner Runde und ist als Tagesthemen-Kommentator aktiv.